# Eva Puskarčíková
Eva Puskarčíková (Jilemnice, 3 gennaio 1991) è un'ex biatleta ceca.

## Biografia

### Stagioni 2010-2017
Eva Puskarčíková, originaria di Harrachov e attiva dalla stagione 2009-2010, ha esordito in Coppa del Mondo il 4 gennaio 2012 a Oberhof in staffetta (11ª) e ai Giochi olimpici invernali a Soči 2014, dove ha vinto la medaglia di bronzo nella staffetta e si è classificata 21ª nell'individuale, 44ª nella sprint e 41ª nell'inseguimento.
In Coppa del Mondo ha ottenuto il primo podio il 13 dicembre 2014 a Hochfilzen in staffetta (3ª) e la prima vittoria il 7 gennaio 2015 a Oberhof nella medesima specialità; ai successivi Mondiali di Kontiolahti 2015, suo esordio iridato, si è piazzata 24ª nell'individuale, 74ª nella sprint e 8ª nella staffetta. Ha conquistato l'ultima vittoria in Coppa del Mondo il 14 febbraio 2016 a Presque Isle in staffetta; l'anno dopo ai Mondiali di Hochfilzen 2017 è stata 23ª nell'individuale, 17ª nella sprint, 31ª nell'inseguimento, 26ª nella partenza in linea, 4ª nella staffetta e 7ª nella staffetta mista.

### Stagioni 2018-2022

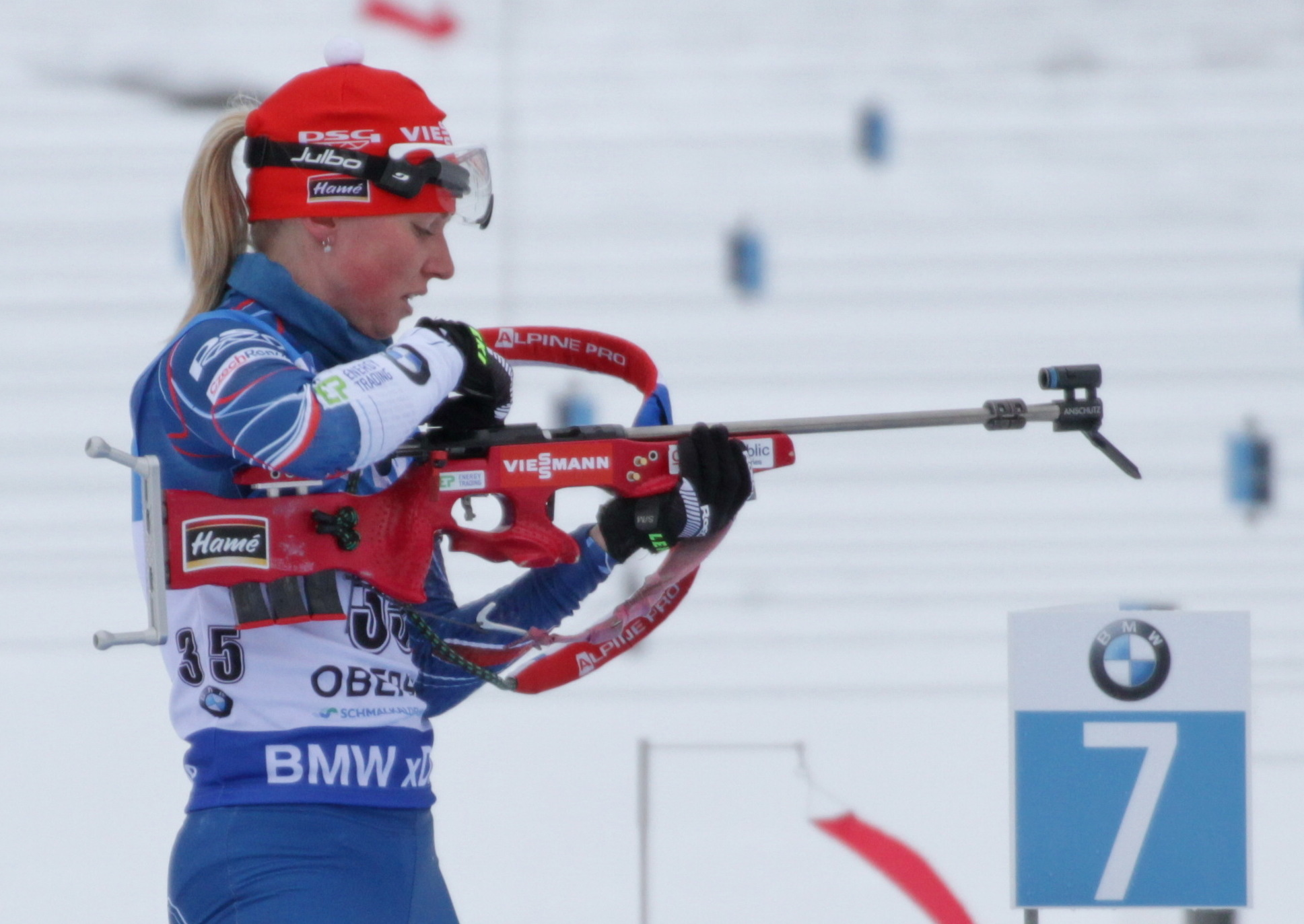
Eva Puskarčíková in gara a Oberhof nel 2018

Ai XXIII Giochi olimpici invernali di Pyeongchang 2018 si è classificata 44ª nell'individuale, 43ª nella sprint, 32ª nell'inseguimento e 12ª nella staffetta; ha ottenuto l'ultimo podio in Coppa del Mondo il 13 gennaio 2019 a Oberhof in staffetta (3ª) e ai successivi Mondiali di Östersund 2019 si è piazzata 42ª nell'individuale, 59ª nella sprint, 41ª nell'inseguimento, 15ª nella staffetta e 9ª nella staffetta mista individuale.
Ai Mondiali di Anterselva 2020 ha vinto la medaglia di bronzo nella staffetta mista ed è stata 10ª nell'individuale, 24ª nella sprint, 44ª nell'inseguimento e 41ª nella partenza in linea; a quelli di Pokljuka 2021, sua ultima presenza iridata, si è classificata 37ª nell'individuale, 68ª nella sprint e 10ª nella staffetta. Ai XXIV Giochi olimpici invernali di Pechino 2022, suo congedo olimpico, si è piazzata 8ª nella staffetta; si è ritirata al termine di quella stessa stagione 2021-2022 e la sua ultima gara in carriera è stata la sprint di Coppa del Mondo disputata il 18 marzo a Oslo Holmenkollen, chiusa dalla Puskarčíková al 65º posto.

## Palmarès

### Olimpiadi

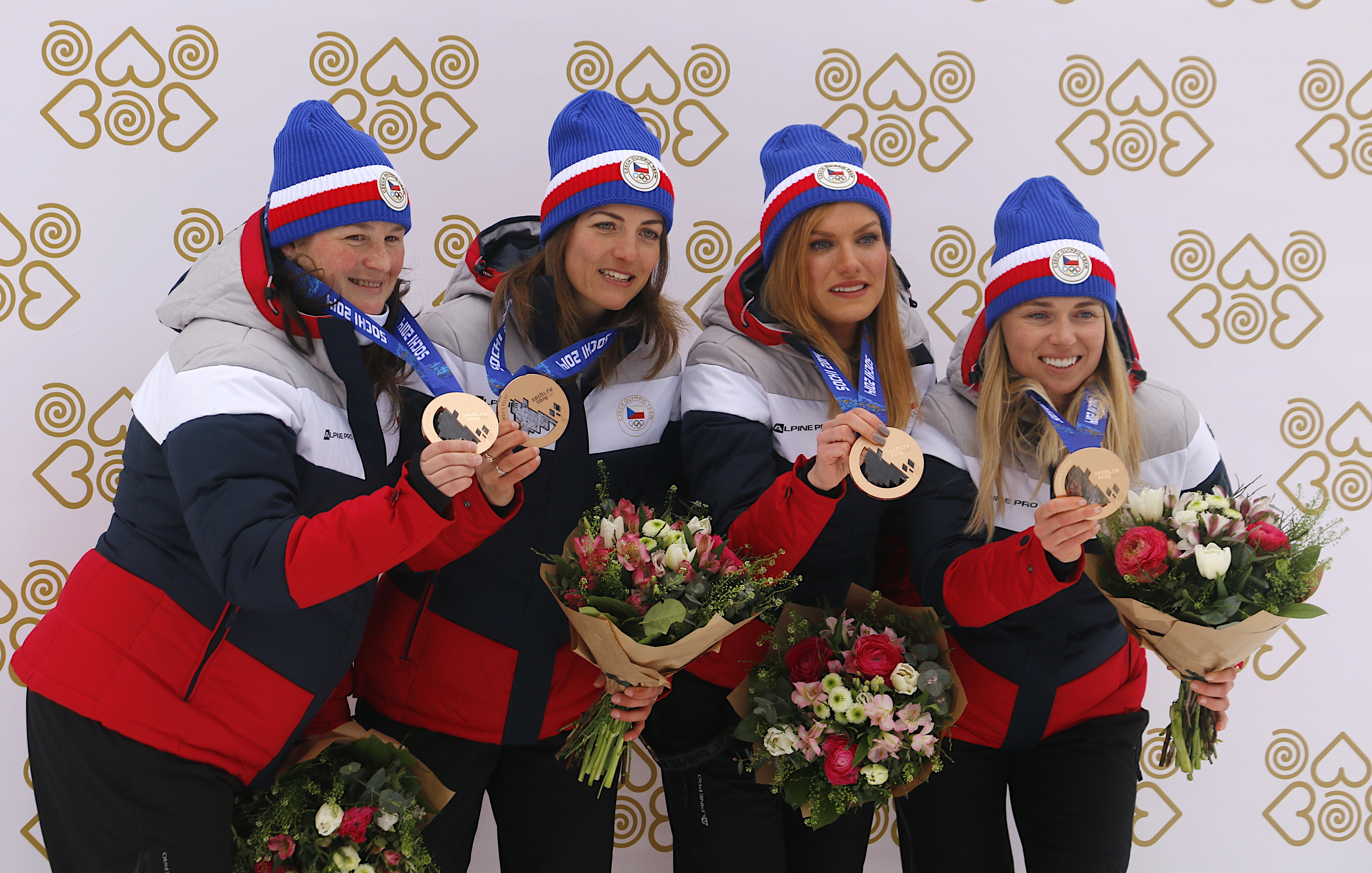
Eva Puskarčíková (a destra) a Nové Město na Moravě nel 2023 con la medaglia vinta nella staffetta a assieme a (da sinistra) Veronika Vítková, Jitka Landová e Gabriela Soukalová

- 1 medaglia:
  - 1 bronzo (staffetta a Soči 2014)

### Mondiali
- 1 medaglia:
  - 1 bronzo (staffetta mista[1] ad Anterselva 2020)

### Universiadi
- 1 medaglia:
  - 1 argento (partenza in linea a Štrbské Pleso/Osrblie 2015)

### Coppa del Mondo
- Miglior piazzamento in classifica generale: 13ª nel 2017
- 11 podi (2 individuali, 9 a squadre), oltre a quello conquistato in sede iridata e valido anche ai fini della Coppa del Mondo:
  - 4 vittorie (a squadre)
  - 2 secondi posti (a squadre)
  - 5 terzi posti (2 individuali, 3 a squadre)

#### Coppa del Mondo - vittorie
| Data             | Località          | Nazione     | Spec.                                                            |
| ---------------- | ----------------- | ----------- | ---------------------------------------------------------------- |
| 7 gennaio 2015   | Oberhof           | Germania    | RL (con Gabriela Soukalová, Jitka Landová e Veronika Vítková)    |
| 14 gennaio 2015  | Ruhpolding        | Germania    | RL (con Gabriela Soukalová, Jitka Landová e Veronika Vítková)    |
| 15 febbraio 2015 | Oslo Holmenkollen | Norvegia    | RL (con Gabriela Soukalová, Jitka Landová e Veronika Vítková)    |
| 14 febbraio 2016 | Presque Isle      | Stati Uniti | RL (con Lucie Charvátová, Gabriela Soukalová e Veronika Vítková) |

Legenda:

RL = staffetta